# Saint-Bauzély
Ne doit pas être confondu avec Saint-Beauzély.
Saint-Bauzély est une commune française située dans le centre du département du Gard, en région Occitanie.
Exposée à un climat méditerranéen, elle est drainée par le ruisseau de Teulon et par divers autres petits cours d'eau. La commune possède un patrimoine naturel remarquable :  un espace protégé (les « gisements à vertébrés de Champ-Garimond et de Fons ») et une zone naturelle d'intérêt écologique, faunistique et floristique.
Saint-Bauzély est une commune urbaine qui compte 681 habitants en 2022, après avoir connu une forte hausse de la population depuis 1962. Elle est dans l'unité urbaine de Fons et fait partie de l'aire d'attraction de Nîmes. Ses habitants sont appelés les Bauzélyens ou  Bauzélyennes.

## Géographie
Les communes de Montignargues, La Rouvière, Gajan et Fons sont limitrophes de la commune de Saint-Bauzély.
Saint-Bauzély est l'une des 79 communes membres du schéma de cohérence territoriale (SCOT) du Sud du Gard (voir lien) et fait également partie des 41 communes du pays Garrigues et Costières de Nîmes.

### Climat
Pour des articles plus généraux, voir Climat de l'Occitanie et Climat du Gard.
En 2010, le climat de la commune est de type climat méditerranéen franc, selon une étude s'appuyant sur une série de données couvrant la période 1971-2000. En 2020, Météo-France publie une typologie des climats de la France métropolitaine dans laquelle la commune est exposée à un climat méditerranéen et est dans la région climatique Provence, Languedoc-Roussillon, caractérisée par une pluviométrie faible en été, un très bon ensoleillement (2 600 h/an), un été chaud (21,5 °C), un air très sec en été, sec en toutes saisons, des vents forts (fréquence de 40 à 50 % de vents > 5 m/s) et peu de brouillards.
Pour la période 1971-2000, la température annuelle moyenne est de 13,9 °C, avec une amplitude thermique annuelle de 17,2 °C. Le cumul annuel moyen de précipitations est de 853 mm, avec 6,7 jours de précipitations en janvier et 3,1 jours en juillet. Pour la période 1991-2020, la température moyenne annuelle observée sur la station météorologique la plus proche, située sur la commune de La Rouvière à 3 km à vol d'oiseau, est de 14,5 °C et le cumul annuel moyen de précipitations est de 914,4 mm,. Pour l'avenir, les paramètres climatiques de la commune estimés pour 2050 selon différents scénarios d’émission de gaz à effet de serre sont consultables sur un site dédié publié par Météo-France en novembre 2022.

### Milieux naturels et biodiversité

#### Espaces protégés
La protection réglementaire est le mode d’intervention le plus fort pour préserver des espaces naturels remarquables et leur biodiversité associée,.
Un  espace protégé est présent sur la commune : 
les « gisements à vertébrés de Champ-Garimond et de Fons », objets d'un arrêté de protection de géotope, d'une superficie de 17,3 ha.

#### Zones naturelles d'intérêt écologique, faunistique et floristique

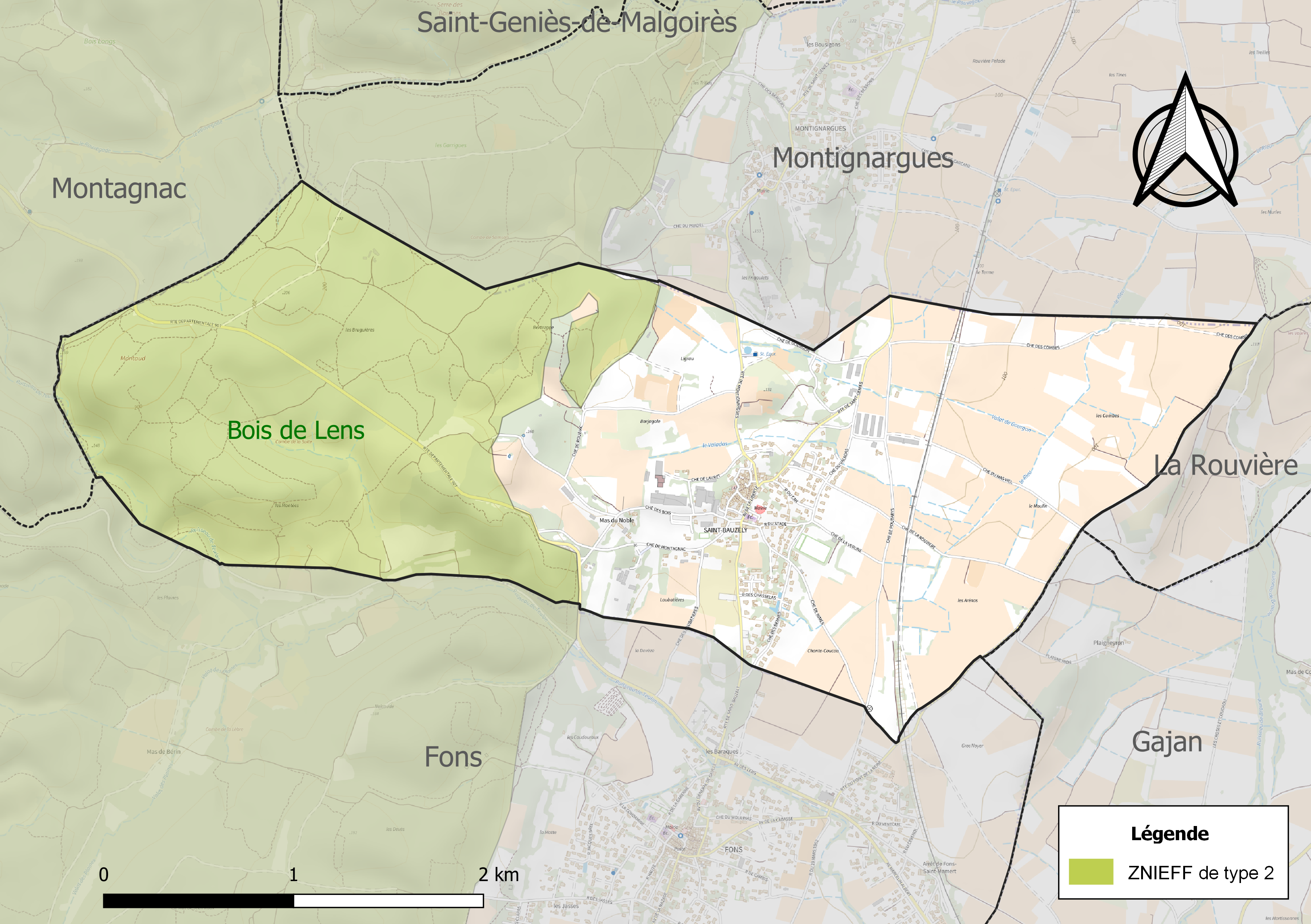
Carte de la ZNIEFF de type 2 localisée sur la commune.

L’inventaire des zones naturelles d'intérêt écologique, faunistique et floristique (ZNIEFF) a pour objectif de réaliser une couverture des zones les plus intéressantes sur le plan écologique, essentiellement dans la perspective d’améliorer la connaissance du patrimoine naturel national et de fournir aux différents décideurs un outil d’aide à la prise en compte de l’environnement dans l’aménagement du territoire.
Une ZNIEFF de type 2 est recensée sur la commune :
le « bois de Lens » (8 318 ha), couvrant 19 communes du département.

## Urbanisme

### Typologie
Au 1er janvier 2024, Saint-Bauzély est catégorisée petite ville, selon la nouvelle grille communale de densité à sept niveaux définie par l'Insee en 2022.
Elle appartient à l'unité urbaine de Fons, une agglomération intra-départementale regroupant deux  communes, dont elle est une commune de la banlieue,,. Par ailleurs la commune fait partie de l'aire d'attraction de Nîmes, dont elle est une commune de la couronne,. Cette aire, qui regroupe 92 communes, est catégorisée dans les aires de 200 000 à moins de 700 000 habitants,.

### Occupation des sols
L'occupation des sols de la commune, telle qu'elle ressort de la base de données européenne d’occupation biophysique des sols Corine Land Cover (CLC), est marquée par l'importance des territoires agricoles (52,2 % en 2018), en diminution par rapport à 1990 (53,5 %). La répartition détaillée en 2018 est la suivante : 
cultures permanentes (38 %), forêts (37,2 %), zones agricoles hétérogènes (10,9 %), zones urbanisées (8 %), prairies (3,3 %), milieux à végétation arbustive et/ou herbacée (2,6 %). L'évolution de l’occupation des sols de la commune et de ses infrastructures peut être observée sur les différentes représentations cartographiques du territoire : la carte de Cassini (XVIIIe siècle), la carte d'état-major (1820-1866) et les cartes ou photos aériennes de l'IGN pour la période actuelle (1950 à aujourd'hui).

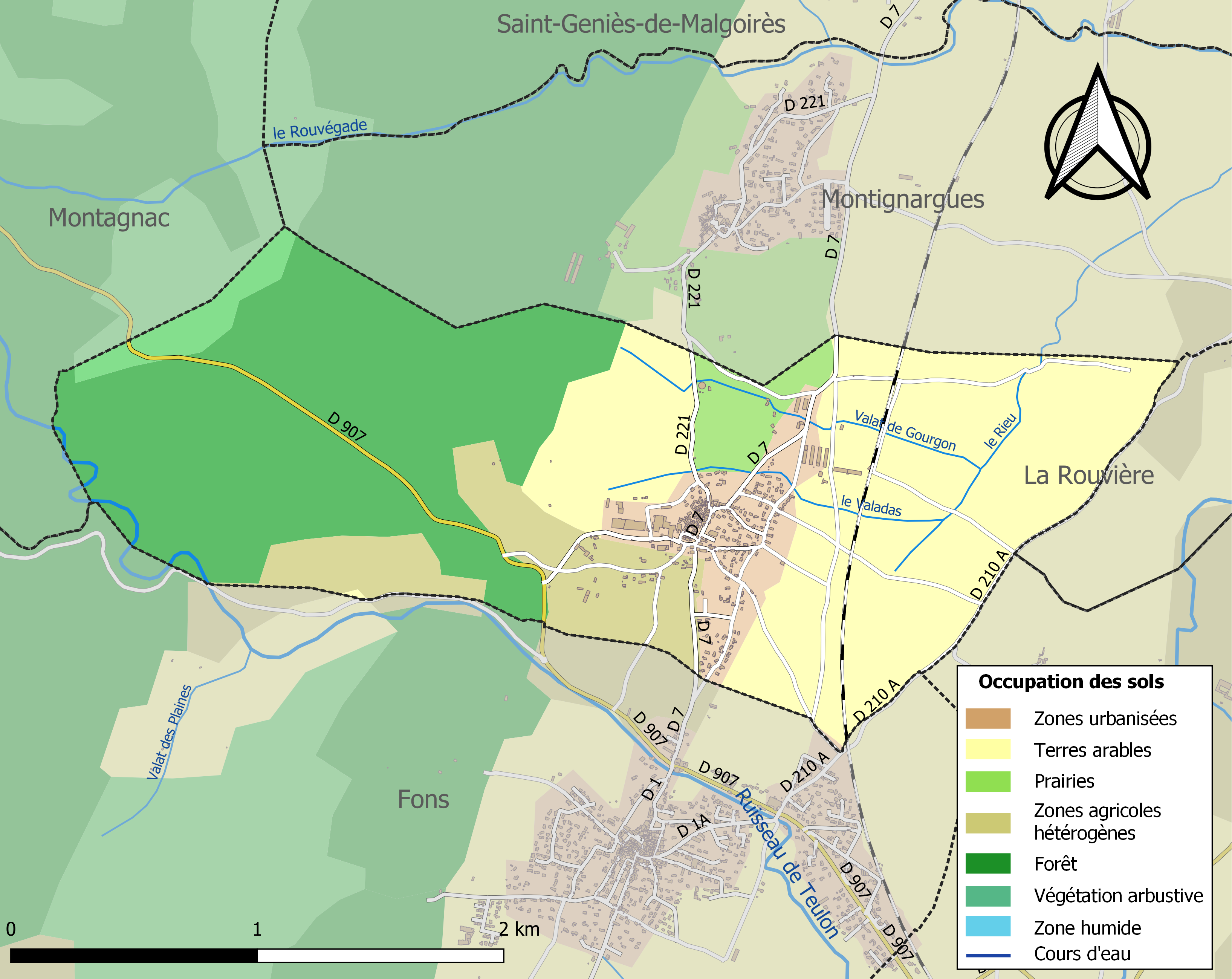
Carte des infrastructures et de l'occupation des sols de la commune en 2018 (CLC).

### Risques majeurs
Le territoire de la commune de Saint-Bauzély est vulnérable à différents aléas naturels : météorologiques (tempête, orage, neige, grand froid, canicule ou sécheresse), inondations, feux de forêts et séisme (sismicité faible). Il est également exposé à un risque technologique,  le transport de matières dangereuses. Un site publié par le BRGM permet d'évaluer simplement et rapidement les risques d'un bien localisé soit par son adresse soit par le numéro de sa parcelle.

#### Risques naturels
Certaines parties du territoire communal sont susceptibles d’être affectées par le risque d’inondation par débordement de cours d'eau, notamment le ruisseau de Teulon. La commune a été reconnue en état de catastrophe naturelle au titre des dommages causés par les inondations et coulées de boue survenues en 1982, 1988, 2001, 2002 et 2014,.

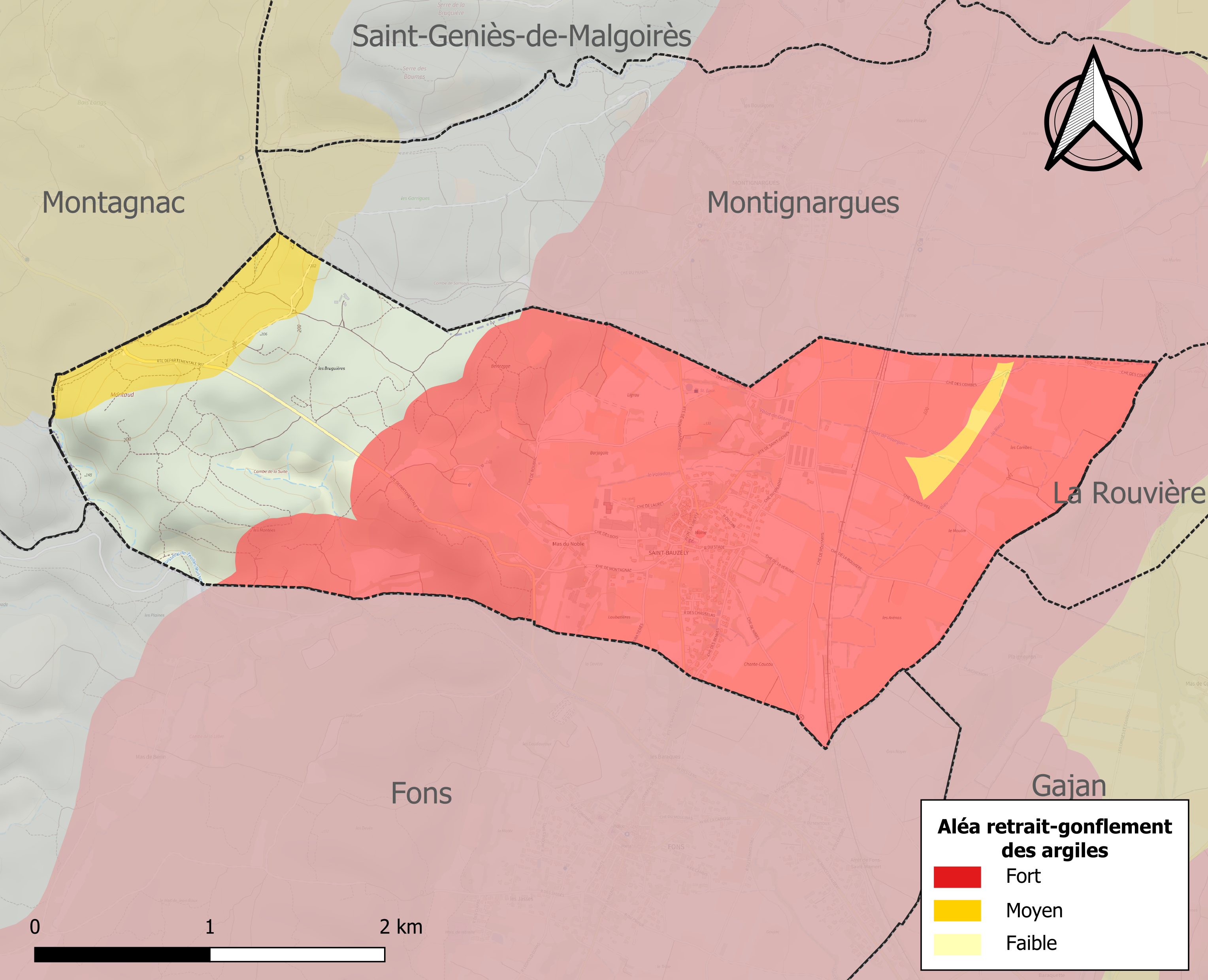
Carte des zones d'aléa retrait-gonflement des sols argileux de Saint-Bauzély.

Le retrait-gonflement des sols argileux est susceptible d'engendrer des dommages importants aux bâtiments en cas d’alternance de périodes de sécheresse et de pluie. 78,5 % de la superficie communale est en aléa moyen ou fort (67,5 % au niveau départemental et 48,5 % au niveau national). Sur les 242 bâtiments dénombrés sur la commune en 2019, 242 sont en aléa moyen ou fort, soit 100 %, à comparer aux 90 % au niveau départemental et 54 % au niveau national. Une cartographie de l'exposition du territoire national au retrait gonflement des sols argileux est disponible sur le site du BRGM,.
Par ailleurs, afin de mieux appréhender le risque d’affaissement de terrain, l'inventaire national des cavités souterraines permet de localiser celles situées sur la commune.

#### Risques technologiques
Le risque de transport de matières dangereuses sur la commune est lié à sa traversée par des infrastructures routières ou ferroviaires importantes ou la présence d'une canalisation de transport d'hydrocarbures. Un accident se produisant sur de telles infrastructures est en effet susceptible d’avoir des effets graves au bâti ou aux personnes jusqu’à 350 m, selon la nature du matériau transporté. Des dispositions d’urbanisme peuvent être préconisées en conséquence.

## Histoire
Des pierres de réemploi notamment des stèles dans le mur de l’école et dans le mur de l’ancien foyer prouvent que le village existait à la période gallo-romaine. Egalement une pierre taillée  probablement une tête humaine provenant de l’église ainsi que de nombreuses pierres taillées se retrouvent dans les maisons voisines.
Dans les années 1930 M Camille Hugues, archéologue, découvrit sur la commune, un magnifique bracelet gaulois en argent massif de production locale datant du IIIème siècle avant JC. Ce bracelet faisait certainement partie de la parure d’un grand guerrier. Il se trouve à l’heure actuelle au musée d’archéologie nationale de St Germain en Laye.
Le temple est une ancienne église romane. D’un style très sobre, elle présente comme ornementation une colonnette qui encadre les principales ouvertures, assez bien conservée pour la fenêtre. Le tour de la porte a été restauré en 1990. Le haut du transept sud est décoré par des pierres triangulaires saillantes formant des dents d’engrenage surmontant deux petits arcs en plein cintre. Une tête humaine sculptée est visible dans le mur extérieur de la nef au-dessus de l’abside. Des travaux de réfection ont permis de découvrir un escalier en pierre dit à vis de St Gilles, une caractéristique architecturale rare.
  Avant les travaux de bitumage on distinguait autour du chevet, entaillée dans la roche qui lui sert de socle, une série de sarcophages rappelant le vieux cimetière qui avoisinait primitivement l’église. Le cimetière a été déplacé en 1865 parce que trop près des habitations.
A Montignargues se trouve dans la cour de la maison de Mme Issoire le bénitier de l’ancienne église creusé dans un chapiteau gallo-romain. La présence de ce chapiteau et la découverte, lors des travaux d’abaissement du sol de la place du temple, de plusieurs dalles funéraires romaines portant des inscriptions semblent prouver que l’église a été construite sur l’emplacement d’un temple païen. Ce temple païen a dû subsister jusqu’au Xème ou XIème siècle où il fut détruit par les chrétiens, lesquels construisirent au XIIème siècle l’église catholique dans l’architecture que nous lui connaissons aujourd’hui. Cette église fit partie du diocèse d’Uzès qui venait d’être créé.
Au XIIIème siècle ce village prospéra et s’agrandit autour de l’église si bien qu’en 1384 lors du dénombrement à objectif financier effectué par Charles VI, Saint Bauzely était compté pour 8 feux ½ (soit une quarantaine d’habitants), tandis que Fons était compté pour 2 feux seulement, Montignargues pour 2 feux ½ et Saint Géniès pour 8 feux. Par conséquent, Saint Bauzély fortement taxé, passait pour un village riche.
Après cette période de prospérité les habitants du village qui vont devenir favorables aux idées de la réforme prêchées par Calvin dès le XVIème siècle vont vivre de longues années de troubles religieux entraînant des combats locaux entre catholiques et réformés ; l’église sera en partie démolie et servira même de carrière pour la construction des maisons de cette époque. En 1598, l’édit de Nantes accorde aux protestants la liberté de conscience, le droit de célébrer leur culte dans les temples qui existaient environ 37 à 40 ans avant cette date et seulement dans ceux-là. A la faveur du calme revenu, les protestants de Saint Bauzély construisirent un temple. Celui-ci a été détruit sur l’ordre d’une commission pour l’exécution de l’édit de Nantes en 1663 car la commission catholique jugea que ce temple avait été construit illégalement. Mais la « religion prétendue réformée » n’en restait pas moins vivante à Saint Bauzély. Jusqu’en 1665  le village comptait 132 protestants et 12 catholiques.
En 1685, la révocation de l’édit de Nantes eut comme répercussions dans le village l’obligation par les protestants de reconstruire l’église à leurs frais comme en témoigne un fragment du bail de la fin du XVIIème siècle pour des réparations à faire à l’église de Saint Bauzély. C’est à ce moment-là qu’une grande partie du chevet et de la façade nord gravement endommagée a été reconstruite à l’aide d’un ciment grossier remplaçant la pierre taillée d’origine. L’exercice du culte protestant interdit, c’est alors que commence pour les protestants une période difficile et troublée, la période des assemblées au « Désert » qui durera jusqu’à la veille de la révolution française (édit de tolérance 1787). Les réformés du Gard et des Cévennes exaspérés par cette injuste répression se soulevèrent en 1701. En octobre 1703 Jean Cavalier et sa troupe composée de 700 hommes environ incendia l’église de Saint Bauzély et deux maisons de Fons. L’église fut certainement reconstruite peu de temps après sur ordonnance royale. Les protestants du village n’ayant plus de lieu de culte reconnu depuis 1685 devaient se réunir dans un local clandestin pour assister au culte car d’après « l’histoire de la restauration du protestantisme en France au XVIIIème siècle » d’Edmond Hugues, Saint Bauzély figurait sur les tableaux des églises réformées qui vers la fin de 1728 existaient en Languedoc et faisaient partie du synode du Pays Bas.
Durant les 50 années précédant l’édit de tolérance le prieur de Saint Bauzély avait très peu de fidèles. Après 1789 il se montra prêtre réfractaire et lors de l’aliénation des biens nationaux dans le Gard le prieuré fut supprimé et l’église fut mise à la vente. L’acte de vente rapporte :
- le 30 octobre 1792 Pierre Dupont à Saint Bauzély achète pour 485 livres l’ancienne église.
- le 29 pluvial an III (17 juin 1795) Henri Veyrunes à Nîmes achète pour 19800 livres le presbytère et le jardin.
Dans les quelques années qui suivirent, l’ancienne église désaffectée servit alors de basse-cour et de grange. Enfin le village présentant toujours une très forte majorité protestante le concordat de 1802 donna l’église au culte protestant. Comme transformation faite lors de cet aménagement en temple il est à noter qu’une porte située dans le fond de la chapelle et donnant sur le jardin du presbytère a été murée pour permettre le passage de l’escalier accédant aux tribunes qui venaient d’être construites. Ceci semble conforme par le fait que l’escalier ne présente pas la forme en colimaçon si caractéristique des escaliers du moyen âge.

## Toponymie
Le nom du village : en 1314 « écclésia de Sancto Baudilio »(rotulus ecclésiastiques municipales de Nîmes)  , en 1384 « Locus des Sancto Baudilio de Médiogoto », en 1463 « Décimaria Sancti Baudili de Médiogoto », en 1478 « Sanctus Baudilius ultra-gardonnen », en 1635 « Saint Beauzely », en 1789 « Saint Bauzely outre gardon », en 1793 « Bauzelly » déchristianisation passagère du nom, et enfin « Saint Bauzely ».
Saint Baudille ou Bauzille était un martyr chrétien nîmois de IIIème siècle.

## Héraldique
| Blason de Saint-Bauzély | Blason  | D'azur à la fasce losangée d'argent et de gueules. |
| Blason de Saint-Bauzély | Détails | Le statut officiel du blason reste à déterminer.   |

## Politique et administration
| Période                                  | Période   | Identité      | Étiquette  | Qualité  |
| ---------------------------------------- | --------- | ------------- | ---------- | -------- |
| avant 1995                               | mars 2001 | Paul Portalès | DVD        |          |
| mars 2001                                | en cours  | Daniel Voleon | PS puis SE | Retraité |
| Les données manquantes sont à compléter. |           |               |            |          |

## Démographie
L'évolution du nombre d'habitants est connue à travers les recensements de la population effectués dans la commune depuis 1793. Pour les communes de moins de 10 000 habitants, une enquête de recensement portant sur toute la population est réalisée tous les cinq ans, les populations de référence des années intermédiaires étant quant à elles estimées par interpolation ou extrapolation. Pour la commune, le premier recensement exhaustif entrant dans le cadre du nouveau dispositif a été réalisé en 2005.

En 2022, la commune comptait 681 habitants, en évolution de +11,27 % par rapport à 2016 (Gard : +2,97 %, France hors Mayotte : +2,11 %).
| 1793 | 1800 | 1806 | 1821 | 1831 | 1836 | 1841 | 1846 | 1851 |
| ---- | ---- | ---- | ---- | ---- | ---- | ---- | ---- | ---- |
| 215  | 199  | 220  | 250  | 218  | 260  | 257  | 259  | 264  |

| 1856 | 1861 | 1866 | 1872 | 1876 | 1881 | 1886 | 1891 | 1896 |
| ---- | ---- | ---- | ---- | ---- | ---- | ---- | ---- | ---- |
| 263  | 267  | 277  | 256  | 235  | 215  | 195  | 196  | 191  |

| 1901 | 1906 | 1911 | 1921 | 1926 | 1931 | 1936 | 1946 | 1954 |
| ---- | ---- | ---- | ---- | ---- | ---- | ---- | ---- | ---- |
| 188  | 203  | 214  | 214  | 179  | 182  | 184  | 156  | 176  |

| 1962 | 1968 | 1975 | 1982 | 1990 | 1999 | 2005 | 2006 | 2010 |
| ---- | ---- | ---- | ---- | ---- | ---- | ---- | ---- | ---- |
| 161  | 181  | 221  | 295  | 331  | 387  | 441  | 433  | 539  |

| 2015 | 2020 | 2022 | - | - | - | - | - | - |
| ---- | ---- | ---- | - | - | - | - | - | - |
| 585  | 660  | 681  | - | - | - | - | - | - |

## Économie

### Revenus
En 2018  (données Insee publiées en septembre 2021), la commune compte 248 ménages fiscaux, regroupant 660 personnes. La médiane du revenu disponible par unité de consommation est de 19 320 € (20 020 € dans le département).

### Emploi
|                | 2008   | 2013  | 2018  |
| -------------- | ------ | ----- | ----- |
| Commune        | 11,2 % | 9,8 % | 8,3 % |
| Département    | 10,6 % | 12 %  | 12 %  |
| France entière | 8,3 %  | 10 %  | 10 %  |

En 2018, la population âgée de 15 à 64 ans s'élève à 416 personnes, parmi lesquelles on compte 81,9 % d'actifs (73,6 % ayant un emploi et 8,3 % de chômeurs) et 18,1 % d'inactifs,. En  2018, le taux de chômage communal (au sens du recensement) des 15-64 ans est inférieur à celui de la France et du département, alors qu'en 2008 la situation était inverse.
La commune fait partie de la couronne de l'aire d'attraction de Nîmes, du fait qu'au moins 15 % des actifs travaillent dans le pôle,. Elle compte 292 emplois en 2018, contre 290 en 2013 et 268 en 2008. Le nombre d'actifs ayant un emploi résidant dans la commune est de 309, soit un indicateur de concentration d'emploi de 94,5 % et un taux d'activité parmi les 15 ans ou plus de 68,4 %.
Sur ces 309 actifs de 15 ans ou plus ayant un emploi, 48 travaillent dans la commune, soit 16 % des habitants. Pour se rendre au travail, 90,7 % des habitants utilisent un véhicule personnel ou de fonction à quatre roues, 1,6 % les transports en commun, 4,4 % s'y rendent en deux-roues, à vélo ou à pied et 3,2 % n'ont pas besoin de transport (travail au domicile).

### Activités hors agriculture
48 établissements sont implantés  à Saint-Bauzély au 31 décembre 2019. Le tableau ci-dessous en détaille le nombre par secteur d'activité et compare les ratios avec ceux du département,.
| Secteur d'activité                                                                                        | Commune | Commune | Département |
| Secteur d'activité                                                                                        | Nombre  | %       | %           |
| --- | ------- | ------- | ----------- |
| Ensemble                                                                                                  | 48      | 100 %   | (100 %)     |
| Industrie manufacturière, industries extractives et autres                                                | 8       | 16,7 %  | (7,9 %)     |
| Construction                                                                                              | 13      | 27,1 %  | (15,5 %)    |
| Commerce de gros et de détail, transports, hébergement et restauration                                    | 7       | 14,6 %  | (30 %)      |
| Information et communication                                                                              | 1       | 2,1 %   | (2,2 %)     |
| Activités financières et d'assurance                                                                      | 3       | 6,3 %   | (3 %)       |
| Activités immobilières                                                                                    | 1       | 2,1 %   | (4,1 %)     |
| Activités spécialisées, scientifiques et techniques et activités de services administratifs et de soutien | 8       | 16,7 %  | (14,9 %)    |
| Administration publique, enseignement, santé humaine et action sociale                                    | 1       | 2,1 %   | (13,5 %)    |
| Autres activités de services                                                                              | 6       | 12,5 %  | (8,8 %)     |

Un abattoir de volailles est installé dans le village depuis 1962. Il emploie environ 300 personnes.
Le secteur de la construction est prépondérant sur la commune puisqu'il représente 27,1 % du nombre total d'établissements de la commune (13 sur les 48 entreprises implantées  à Saint-Bauzély), contre 15,5 % au niveau départemental.

### Agriculture
La commune est dans les Garrigues, une petite région agricole occupant le centre du département du Gard. En 2020, l'orientation technico-économique de l'agriculture  sur la commune est la viticulture. 
|               | 1988 | 2000 | 2010 | 2020 |
| ------------- | ---- | ---- | ---- | ---- |
| Exploitations | 26   | 17   | 11   | 11   |
| SAU (ha)      | 263  | 213  | 192  | 202  |

Le nombre d'exploitations agricoles en activité et ayant leur siège dans la commune est passé de 26 lors du recensement agricole de 1988  à 17 en 2000 puis à 11 en 2010 et enfin à 11 en 2020, soit une baisse de 58 % en 32 ans. Le même mouvement est observé à l'échelle du département qui a perdu pendant cette période 61 % de ses exploitations,. La surface agricole utilisée sur la commune a également diminué, passant de 263 ha en 1988 à 202 ha en 2020. Parallèlement la surface agricole utilisée moyenne par exploitation a augmenté, passant de 10 à 18 ha.

## Culture locale et patrimoine

### Lieux et monuments
- Le stade municipal.
- La fontaine.
- Le temple de l'Église réformée de France.

## Évènements
- La Journée du terroir, le dernier dimanche d'avril.
- La fête votive, le samedi après le 14 juillet.
- La Journée du foot, le premier samedi de septembre.
- Le Téléthon, le premier vendredi de décembre, date nationale.